# Goniogryllus lushanensis
Goniogryllus lushanensis är en insektsart som beskrevs av Chen, J. och Z. Zheng 1995. Goniogryllus lushanensis ingår i släktet Goniogryllus och familjen syrsor. Inga underarter finns listade i Catalogue of Life.